# Kota Kinabalu

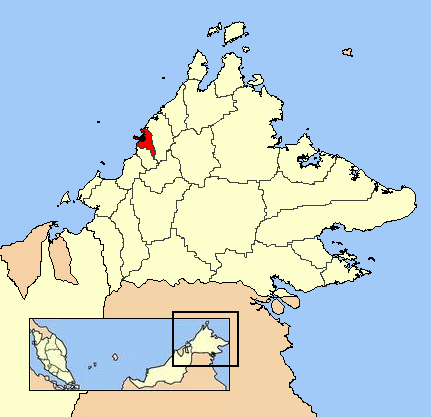
Localização na Malásia de Kota Kinabalu

Kota Kinabalu, originalmente conhecida como Jesselton, é a capital do estado de Sabah, na Malásia. A cidade está localizada na costa noroeste de Bornéu, de frente para o Mar da China Meridional.
É também um importante porto. A cidade tem cerca de 452.058 habitantes. A sua economia baseia-se nas exportações de borracha e madeira.